# Clare Atwood

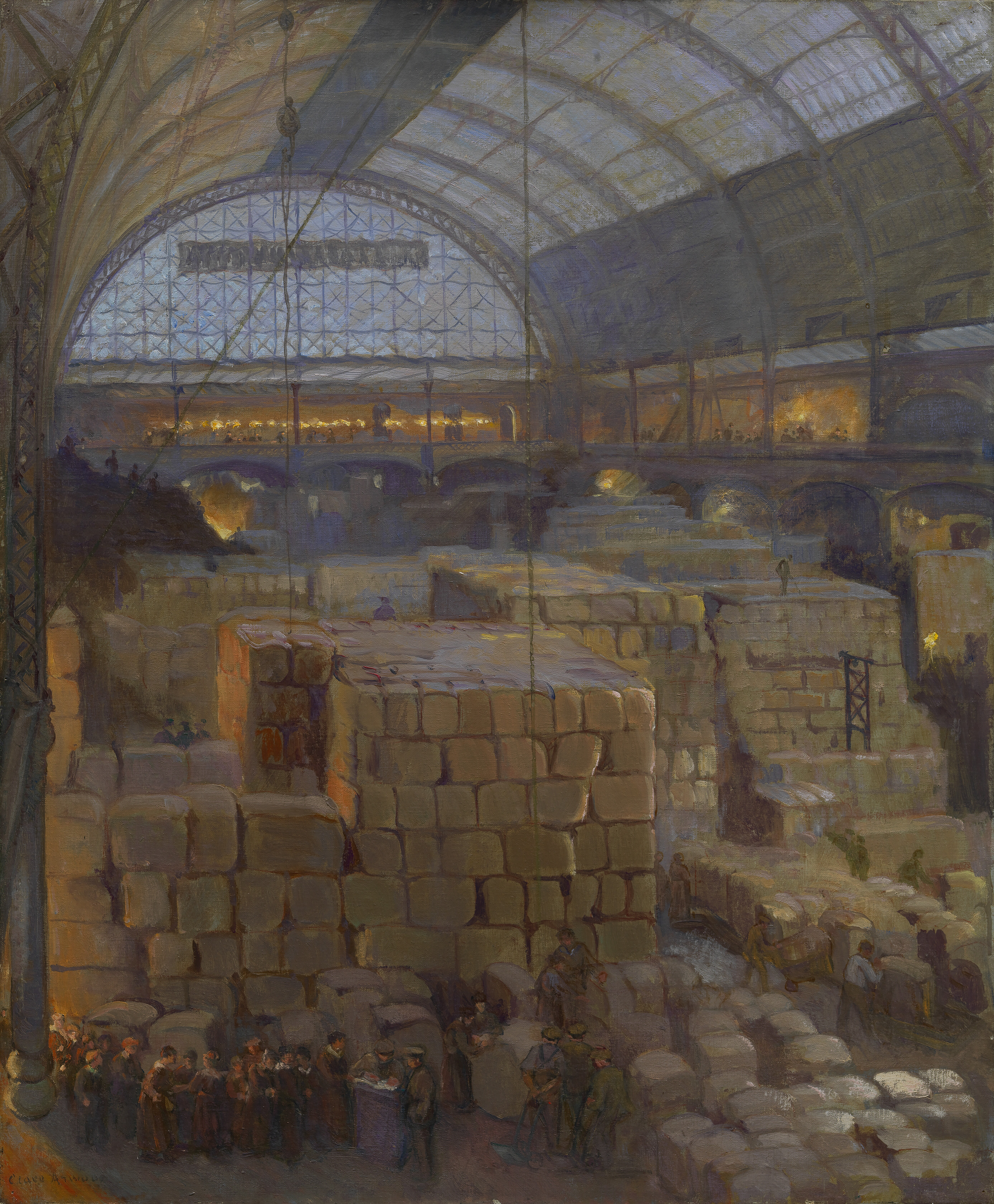
Clare Atwood: Olympia in War Time – Royal Army Clothing Depot, 1918, Sammlung des Imperial War Museum

Clare (Tony) Atwood (* 11. Mai 1866 in Richmond, London; † 2. August 1962 in Tenterden, Kent) war eine englisch-britische Malerin. Sie malte Porträts, Stillleben und Landschaften, und gestaltete Interieurs und dekorative Blumenmotive. Atwood lebte von 1916 bis zu Craigs Tod im Jahr 1947 in einer Dreierbeziehung mit der Dramatikerin und Autorin Christabel Marshall und der Schauspielerin, Theaterregisseurin, Produzentin und Kostümbildnerin Edith Craig.

## Leben
Atwood wurde als einzige Tochter von Frederick Atwood, einem Architekten, und seiner Frau Clara Becker geboren. Bei ihrer Geburt Clara genannt, verwendete sie später die Form Clare und war auch als „Tony“ bekannt. Atwood studierte an der Westminster School of Art und der Slade School of Fine Art.
Atwood stellte erstmals 1893 im New English Art Club aus und wurde 1912 Mitglied. Ebenfalls 1912 hielt sie eine Ausstellung ihrer Werke in der Carfax Gallery ab.
1917, während des Ersten Weltkriegs, wurde sie vom Canadian War Memorials Fund beauftragt, Kriegsszenen für die kanadische Regierung zu malen. Der Fund arrangierte für Atwood einen Besuch im Militärlager in Folkestone, Kent, um Ideen für ihre Arbeit zu sammeln. Atwood entschied sich jedoch stattdessen, eine Szene an einem der großen Bahnhöfe Londons (Kensington Olympia) zu malen, an denen Truppen auf Züge warteten, die sie zu Lagern oder an die Front bringen sollten. Es entstand das Werk On Leave.
Während des Krieges wurde Atwood auch vom Subkomitee Women's Work  des Imperial War Museum beauftragt, mehrere Werke zu erstellen, die die Aktivitäten des Women's Voluntary Service darstellen. Das bekannteste dieser Werke, Christmas Day at the London Bridge YMCA Canteen, zeigt den Besuch der Schauspielerin Ellen Terry und Prinzessin Helena Victoria in einer YMCA-Kantine. 1920 wurde sie vom Imperial War Museum mit vier weiteren Kriegsbildern beauftragt.
Atwood, die lesbisch war, lebte ab 1916 mit der Schriftstellerin Christabel Marshall und der Schauspielerin und Regisseurin Edith Craig in einer Ménage à trois in Tenterden, Kent, bis zu Craigs Tod 1947. Atwood, Craig und Marshall waren mit vielen Künstlern und Schriftstellern befreundet, darunter die Schriftstellerin Radclyffe Hall. Atwood entwarf Requisiten für mehrere von Craigs Produktionen mit den The Pioneer Players, darunter ein fast fünf Meter hohes Kruzifix für die Produktion von Paul Claudels L'Otage. Atwood war selbst Mitglied von The Pioneer Players. Gelegentlich trat Atwood im Barn Theatre in Smallhythe Place, Kent, auf. Smallhythe Place wurde von Craig in der Scheune am Haus ihrer verstorbenen Mutter Ellen Terry gegründet. Atwood spielte auch in der Matinee im Palace Theatre, London, am 23. April 1929, die zur Finanzierung des Ellen Terry Memorials abgehalten wurde. Im Juli 1932 dekorierte Atwood den namensgebenden Schuh für Craigs Produktion von The Shoe in Tenterden. Nach Craigs Tod schrieb Atwood einen Essay über Craig.
Atwood erlitt einen Oberschenkelhalsbruch, Myokarditis und Herzversagen und starb am 2. August 1962 im Kench Hill Nursing Home in Tenterden. Atwood und Marshall sind nebeneinander in der St John the Baptist’s Church, Small Hythe, begraben. Craigs Asche sollte ebenfalls dort beigesetzt werden, ging jedoch zum Zeitpunkt von Marshalls und Atwoods Tod verloren, und stattdessen wurde ein Gedenkstein auf dem Friedhof errichtet.
Atwoods Gemälde befinden sich unter anderem in den Sammlungen der Tate Gallery, des Victoria and Albert Museums, des Imperial War Museums, des Fenton House in London sowie in der Victoria Art Gallery in Bath, sowie nach einer Erweberbung im Jahr 1940 in der National Art Gallery of New Zealand erworben.
Einige von Atwoods Papieren sind im National Trust’s Ellen Terry and Edith Craig Archive erhalten.